# Wurmbea stricta
Wurmbea stricta är en tidlöseväxtart som först beskrevs av Nicolaas Laurens Nicolaus Laurent Burman, och fick sitt nu gällande namn av John Charles Manning och Annika Vinnersten. Wurmbea stricta ingår i släktet Wurmbea och familjen tidlöseväxter. Inga underarter finns listade i Catalogue of Life.

## Bildgalleri

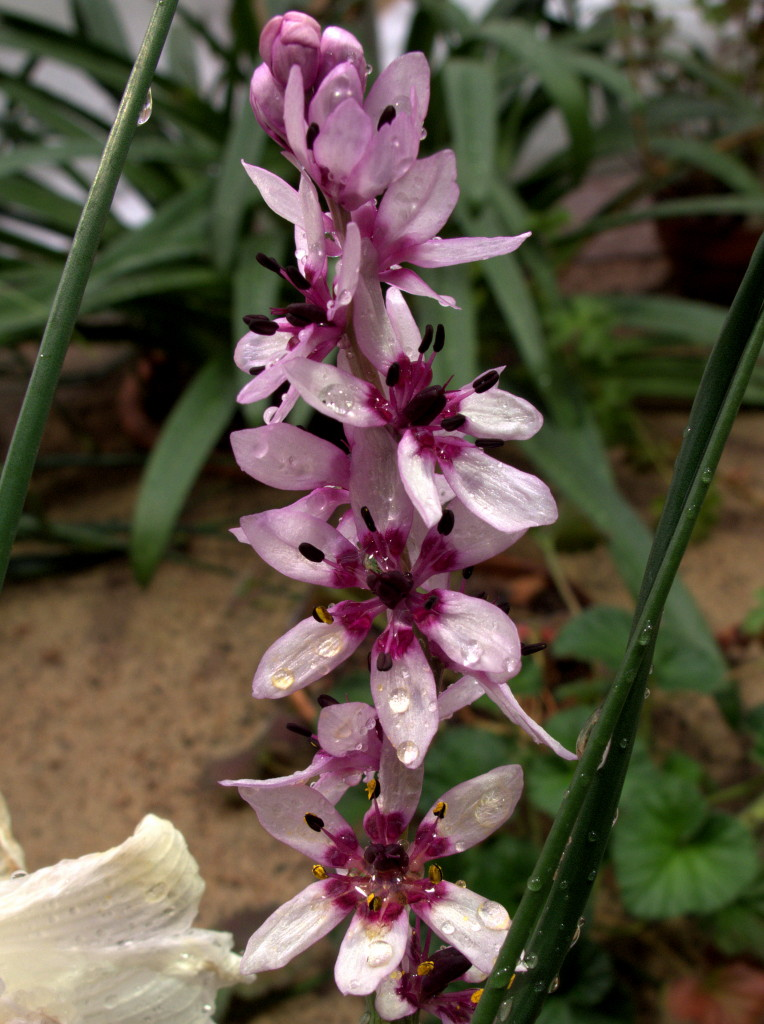
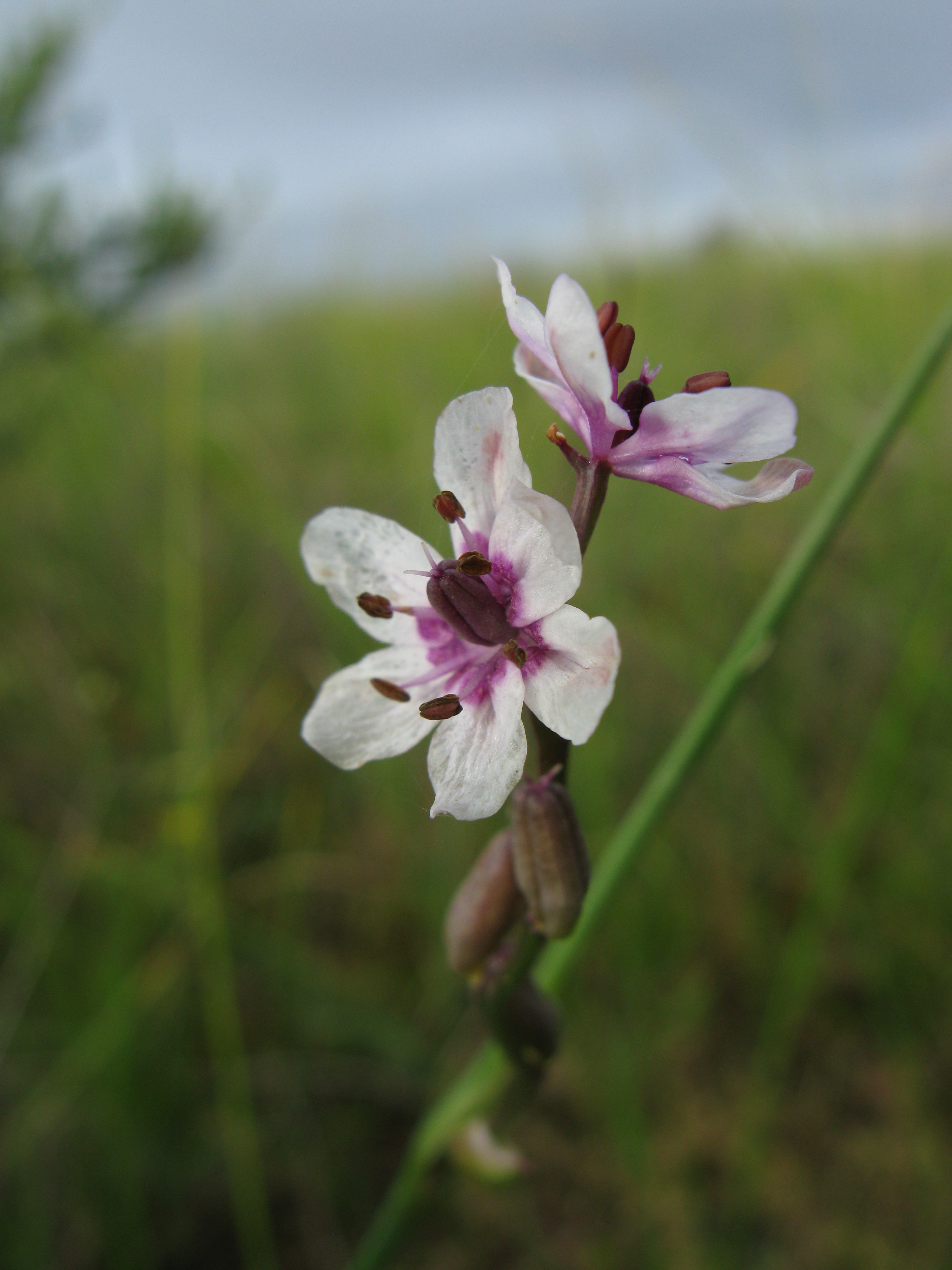
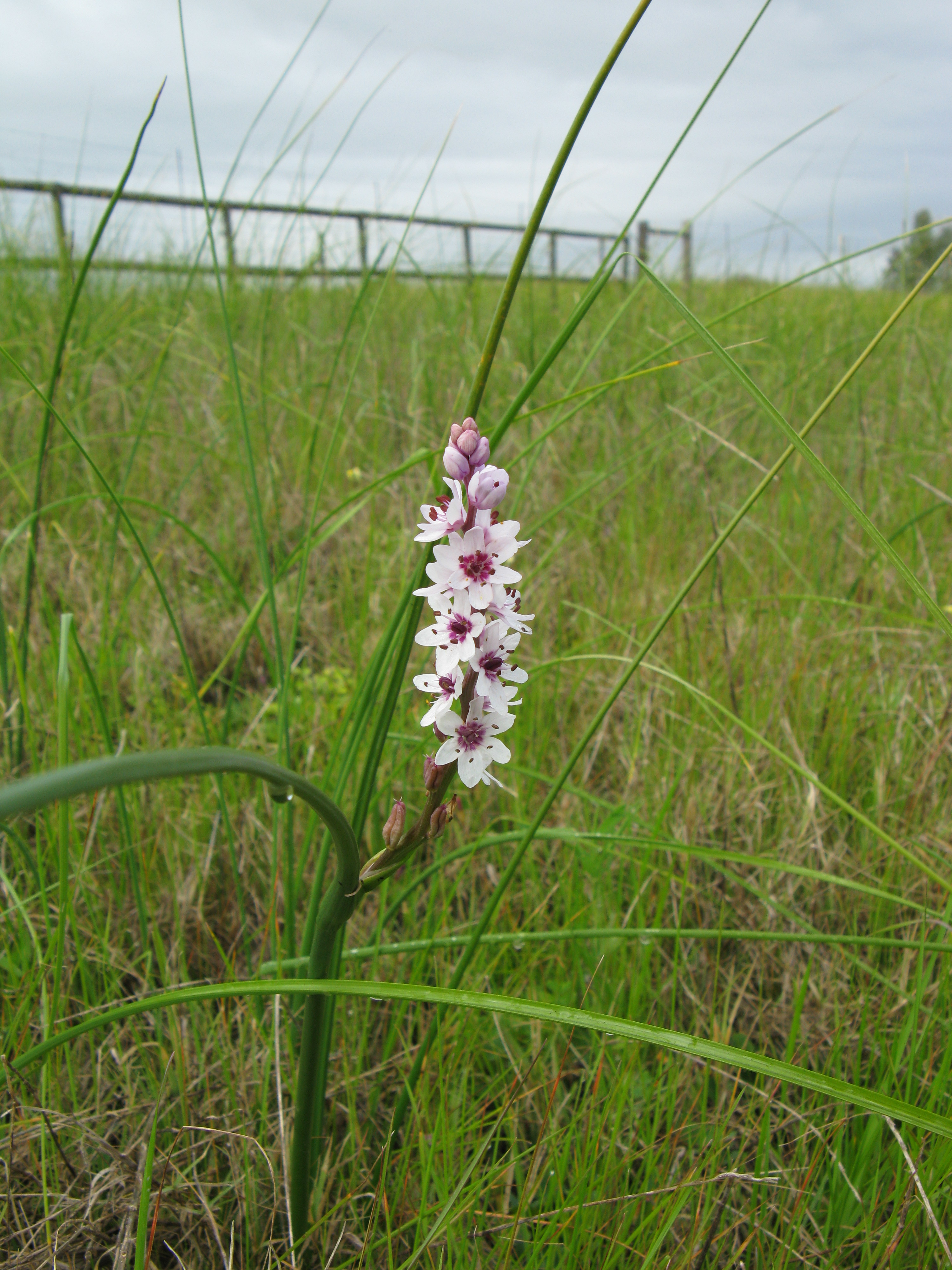
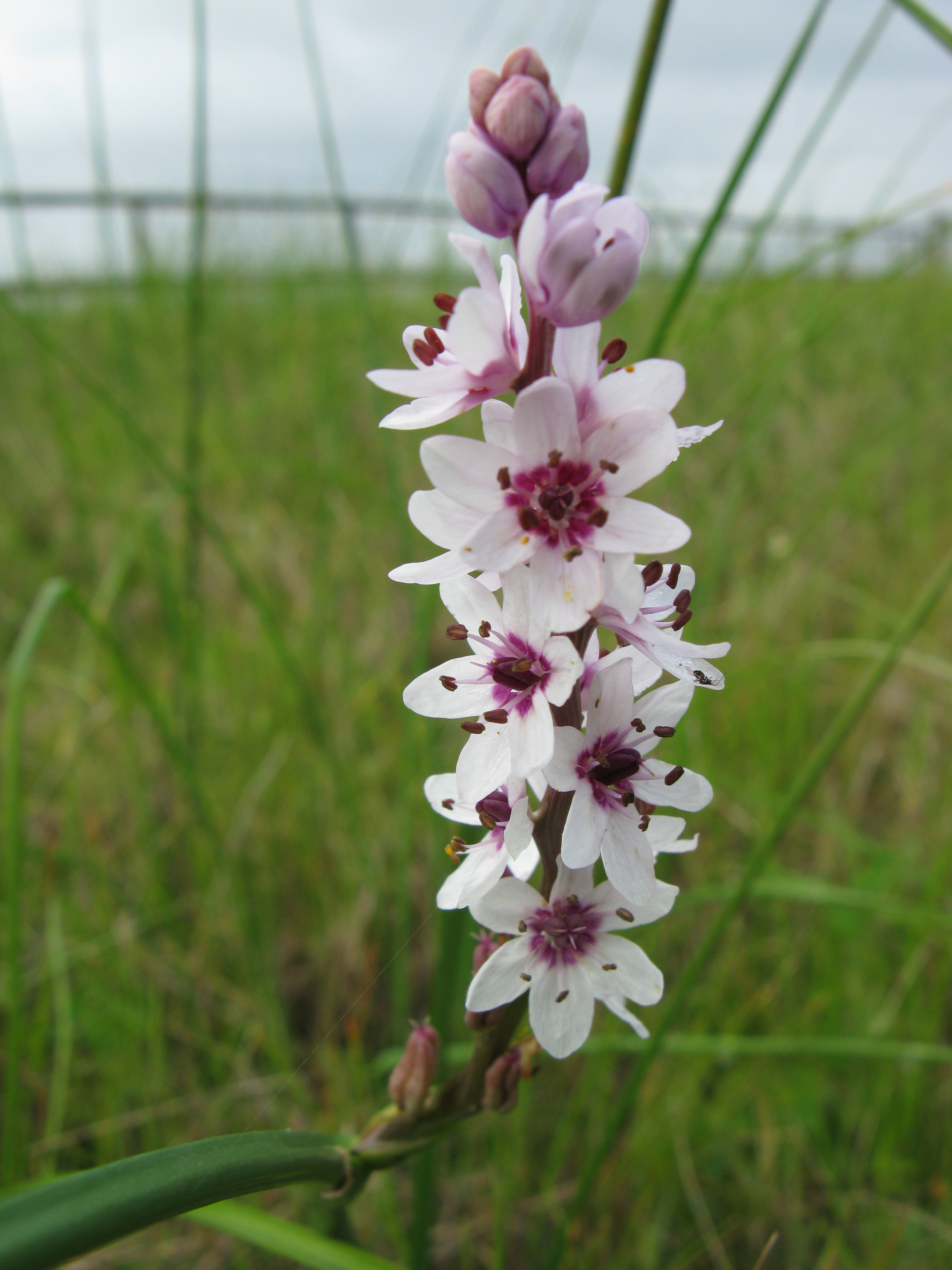
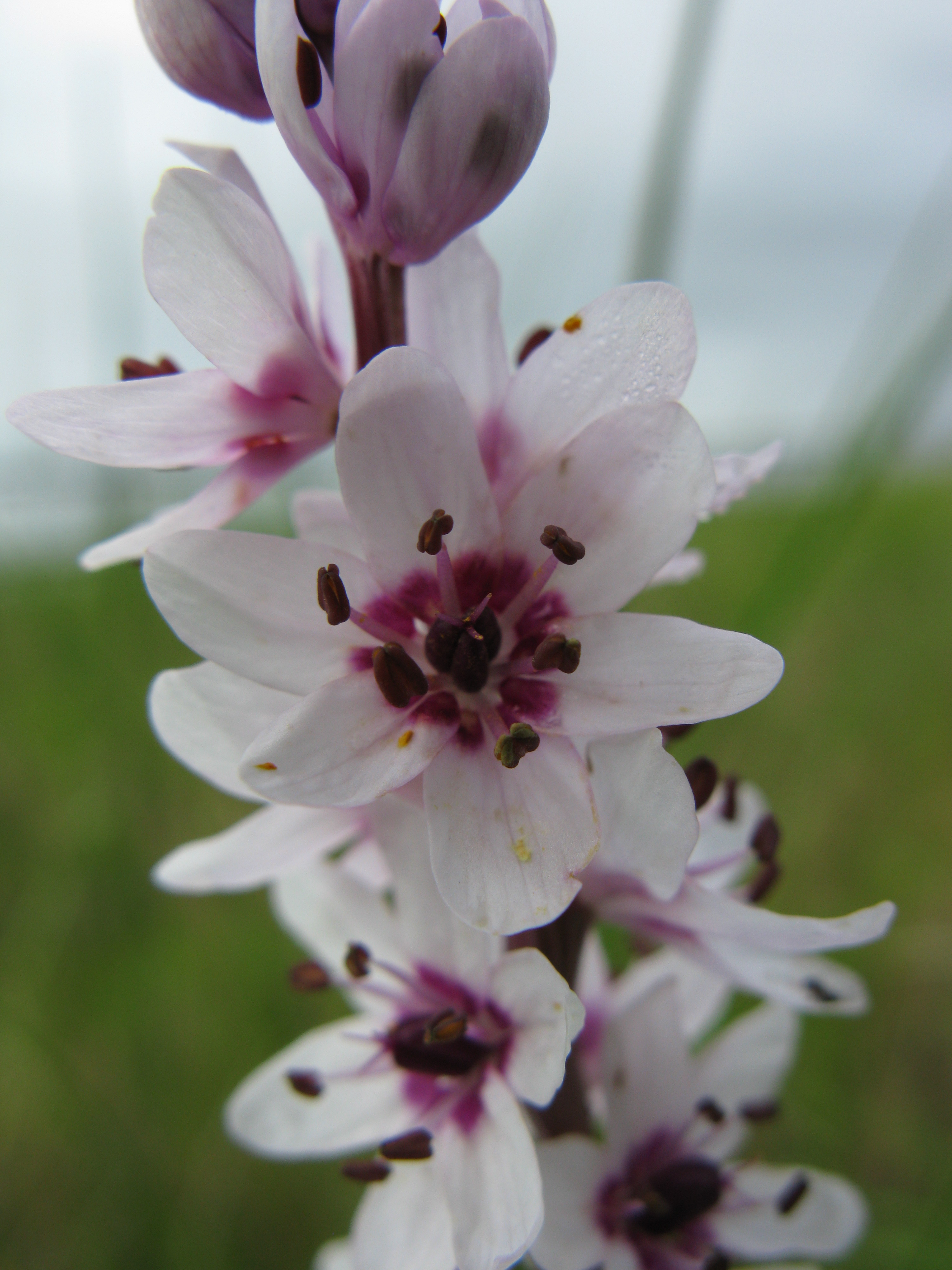
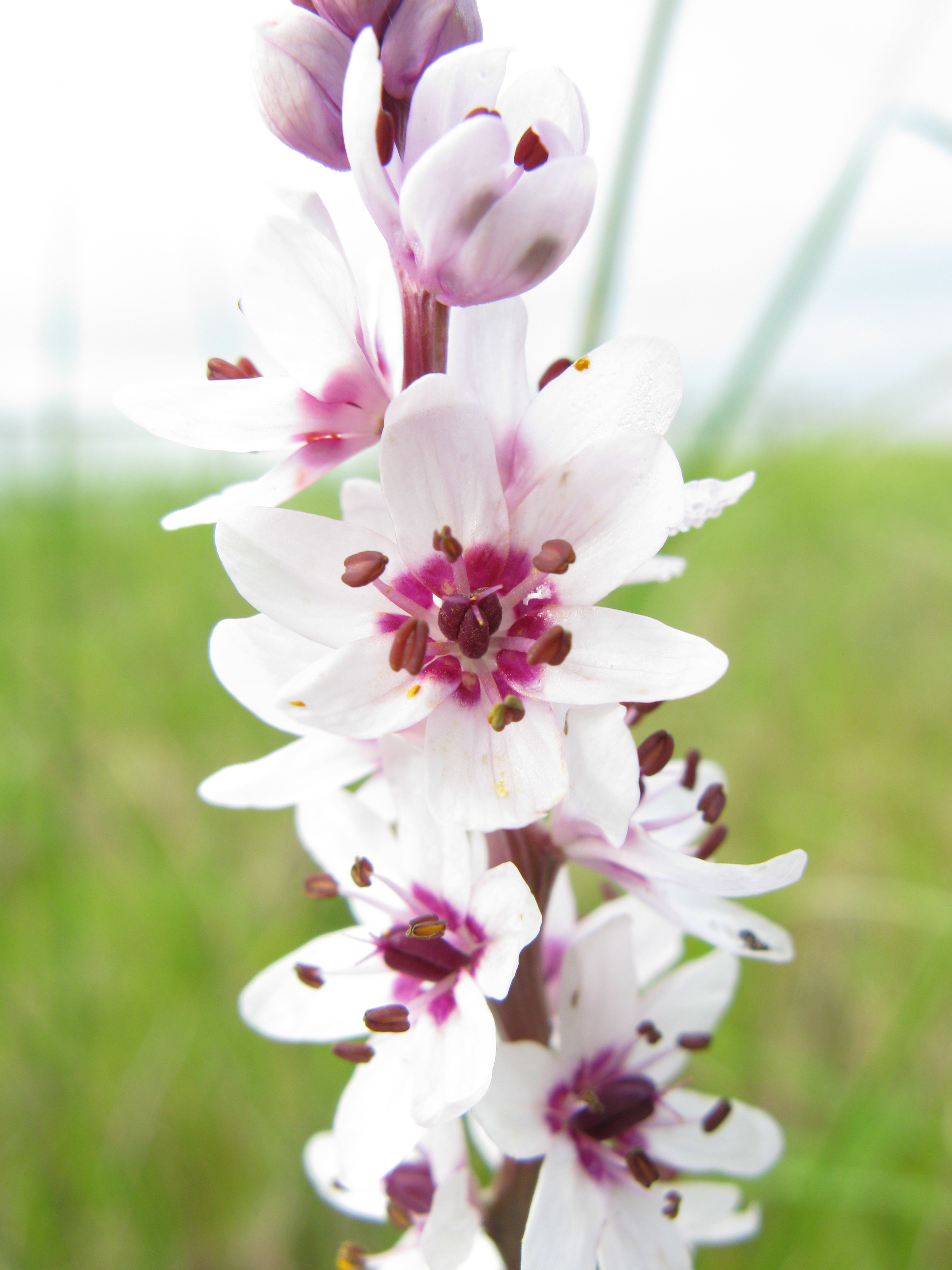